# Lex Villia Annalis
Lex Villia Annalis – rzymska ustawa uchwalona w roku 180 p.n.e., której autorem był trybun ludowy Lucjusz Villio (Lucius Villius). Ustalała kolejność sprawowania wyższych urzędów, minimalny wiek wymagany dla ich objęcia oraz prawdopodobnie wprowadzała obowiązkowe biennium (dwuletni okres przerwy w zajmowaniu stanowiska) między preturą a konsulatem. Celem ustawodawców było zmniejszenie liczby uprawnionych do ubiegania się o wybór na poszczególne stanowiska – duża liczba kandydatów sprzyjała korupcji wyborczej (ambitus). Ponadto starano się zapobiec zbyt szybkim karierom politycznym.
Ograniczenia zawarte w lex Villia nie objęły urzędów plebejskich – możliwe było sprawowanie ich kadencja po kadencji, nieograniczoną liczbę razy.
Lex Villia była jedną z szeregu ustaw, które senat uchwalił na początku II w. p.n.e. celem ściślejszego określenia zasad wyboru wyższych urzędników. Były one kluczowe dla ukształtowania się cursus honorum.